# Wilbur J. Cohen
Pour les articles homonymes, voir Cohen.
Wilbur Joseph Cohen, né le 10 juin 1913 à Milwaukee (États-Unis) et mort le 17 mai 1987 à Séoul (Corée du Sud), est un homme politique américain. Membre du Parti démocrate, il est secrétaire à la Santé, à l'Éducation et aux Services sociaux entre 1968 et 1969 dans l'administration du président Lyndon B. Johnson.
Il est l'un des architectes du développement de l'État-providence américain et s'est impliqué dans la naissance des programmes du New Deal et de la Grande société de Johnson.